# Лібаце
Лібаце (ест. Libatse) — село у волості Пиг'я-Пярнумаа, повіту Пярну, вздовж шосе Пярну-Таллінн і розташоване за 6 км від Пярну-Яагуп у напрямку Таллінна.
| Естонія | Це незавершена стаття з географії Естонії. Ви можете допомогти проєкту, виправивши або дописавши її. |